# (1147) Stavropolis
(1147) Stavropolis est un astéroïde de la ceinture principale, découvert par Grigori Néouïmine le 11 juin 1929. Sa désignation temporaire est 1929 LF.

## Découverte et nommage
Il a été découvert par Grigory Nikolaevich Neujmin le 11 juin 1929. Sa désignation provisoire était 1929 LF.
Il a été nommé d'après la ville de Stavropol, au sud de la Russie.

## Sources

## Compléments